# Södermanlands runinskrifter 257
Södermanlands runinskrifter 257 är en försvunnen vikingatida runsten som funnits i Älby, Ösmo socken och Nynäshamns kommun. Stenen stod tidigare på samma gravfält som Sö 256 och Sö 258.

## Inskriften
Translitterering av runraden:
[kynuar · lit × r...t... ---s-a eftiʀ × alfkit × -oru-ur · sua ...]
Normalisering till runsvenska:
Gunnvar(?) let ... ... æftiʀ Alfkætil, [b]ro[ð]ur sun ...
Översättning till nusvenska:
Gunnvar lät ... efter Alvkell, [sin] brorson.